# Rem Urasin
Rem Urasin (ros. Рэм Урасин, ur. 10 maja 1976 w Kazaniu w Tatarskiej Autonomicznej Socjalistycznej Republice Radzieckiej) – rosyjski pianista; laureat IV nagrody na XIII Międzynarodowym Konkursie Pianistycznym im. Fryderyka Chopina (1995).

## Życiorys
Na fortepianie zaczął grać w wieku kilku lat. Wystąpił z orkiestrą w wieku 8 lat, a pięć lat później dał swój pierwszy recital. Edukację rozpoczął w Specjalnej Szkole Muzycznej przy Konserwatorium Kazańskim. W latach 1994–1999 był studentem Konserwatorium Moskiewskiego w klasie prof. Lwa Naumowa. W latach 1999–2001 był asystentem Naumowa na tej samej uczelni.
Jest laureatem konkursów pianistycznych:
- Międzynarodowy Konkurs Chopinowski dla Młodych Pianistów w Moskwie (1992) – I nagroda
- XIII Międzynarodowy Konkurs Pianistyczny im. Fryderyka Chopina (1995) – IV nagroda
- Międzynarodowy Mistrzowski Konkurs Pianistyczny w Monte Carlo (2001) – I nagroda
- Międzynarodowy Konkurs Pianistyczny w Sydney (2004) – II miejsce i cztery nagrody specjalne.

Koncertuje od początku lat. 90. XX wieku. Występował z orkiestrami w krajach Europy, Ameryki Północnej i Azji. Dokonuje nagrań dla telewizji i radia (m.in. Polskiego Radia).
W dorobku ma płyty z utworami m.in. Fryderyka Chopina, Piotra Czajkowskiego i Dmitrija Szostakowicza.
W 2020 został odznaczony Krzyżem Kawalerskim Orderu Zasługi Rzeczypospolitej Polskiej.